# Kosovská občanská aliance
Aleanca Qytetare e Kosovës („Kosovská občanská aliance“) je poměrně málo významná politická strana v Kosovu.
Ve volbách v roce 2004 byla součástí koalice Aleanca për Ardhmërinë e Kosovës (Aliance pro budoucnost Kosova).